# إنتاوان (تسوسفي)
إنتاوان هي إحدى مشيخات المملكة المغربية، تتبع جغرافيا لإقليم تارودانت وإداريًا لتسوسفي. يقدر عدد سكانها بـ 3464 نسمة حسب الإحصاء الرسمي للسكان والسكنى لسنة 2004.